# Albunea

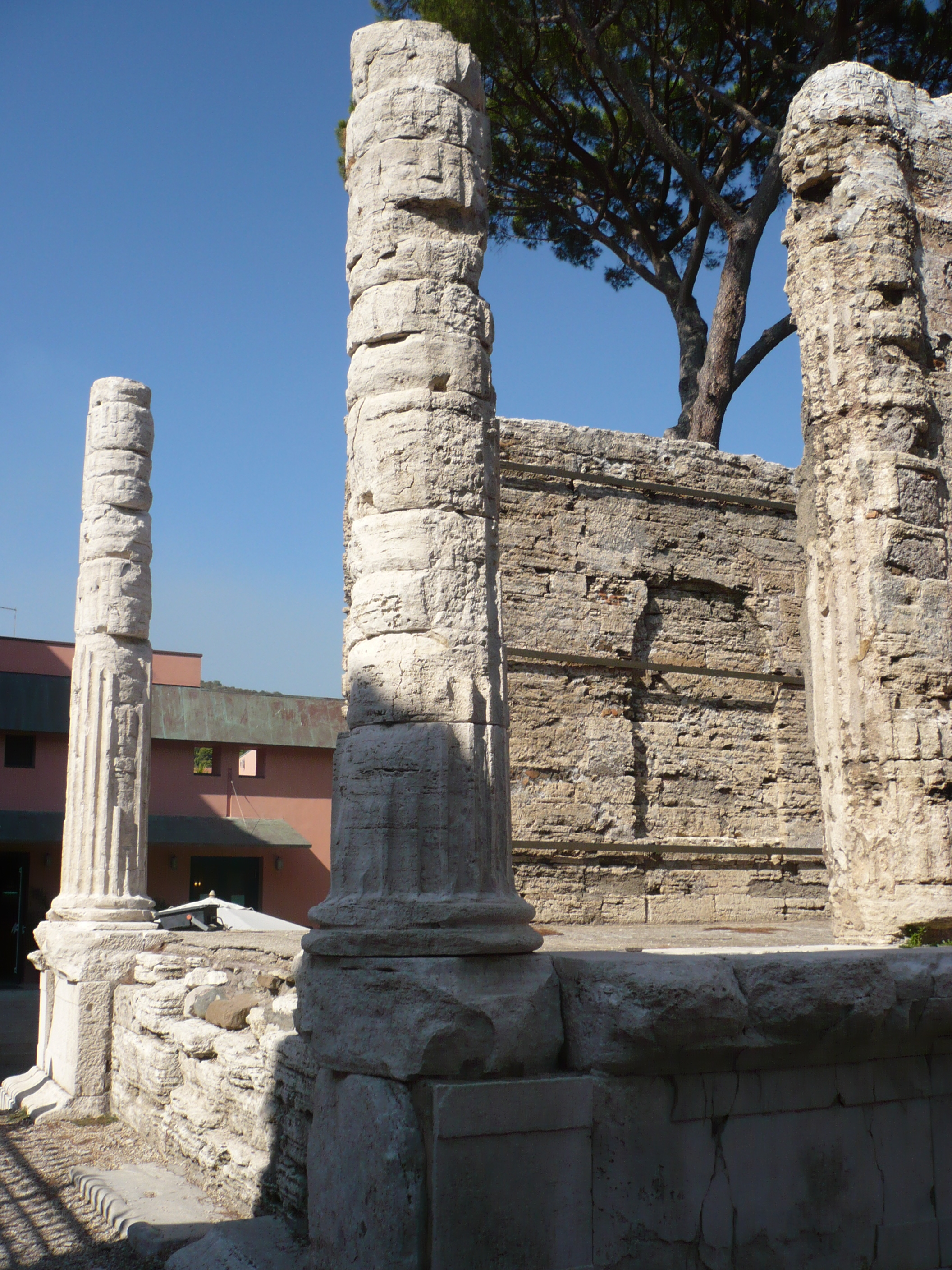
Templo de la sibila en Tívoli.

Albunea, en la mitología romana, fue una ninfa profética o sibila, una náyade que vivía en los manantiales sulfurosos cercanos a Tibur, hoy Tívoli, y tenía consagrados un bosque, un pozo y un templo. Se la consideró sibila, la Sibila Tiburtina. Cerca de allí se encontraba el oráculo de Fauno Fatídico.
Lactancio afirma que la décima sibila, llamada Albunea, fue adorada en Tibur y su imagen, sosteniendo un libro en la mano, fue encontrada en el lecho del río Anio. Sus oráculos, llamados sortes, pertenecían a los libri fatales y los gestionaban el Senado, y se mantenían depositados en el Capitolio. El pequeño templo cuadrado de esta sibila aún se conserva en Tívoli.
Su nombre se deriva de las aguas sulfurosas blanquecinas (de albinus'', "blanco") de su manantial. En el lugar, donde el río Anio desemboca en el río Tíber, se producen ruidos parecidos a truenos, como los de Júpiter. Cerca, un lago con cascadas, donde debido a sus aguas termales sulfurosas, se exhalan gases, con lo que los romanos pensaban que el área estaba inspirado por los dioses.
Fue una de las pegeas.